# Mario San Martín
Mario Jesús San Martín Porta (Montevideo, Uruguay, 1 de abril de 1990) es un jugador de fútbol profesional actualmente jugando en el equipo de Club Nacional De Fútbol de Colonia Suiza de su país.

## Historia
Mario San Martín, inició su carrera como deportista en el club de baby fútbol Exploradores O'Higgins, desempeñándose luego en el Safridin Holon de Israel en el 2004. Retorna al Uruguay al año siguiente donde se integra al plantel de Nacional de Nueva Helvecia (Colonia) hasta el 2007. En el año 2008 paso al fútbol profesional incorporándose al plantel de Miramar Misiones de Montevideo hasta la actualidad. También tuvo participación en la Selección uruguaya de la Segunda Divisional Profesional del fútbol Uruguayo dirigida por Julio Penino. Primera vez ante la Selección de la B de Paraguay, jugó en sub-23, q ganaron 3 a 0 y en primera que salimos 2 a 2, jugó parte del segundo tiempo. Otro encuentro amistoso en livramento contra el 14 de julio que se perdió 2 a 1, atajó el primer tiempo, nunca le han marcado un gol jugando en Selección uruguaya de la Segunda Divisional Profesional del fútbol Uruguayo. Siendo más joven, estuvo 3 años seguidos citado a la selección sub-18 de Colonia con 15, 16 y 17 años.

## Clubes
| Club                              | País    | Año         |
| --------------------------------- | ------- | ----------- |
| Safridin Holon[cita requerida]    | Israel  | 2004        |
| Nacional (Nueva Helvecia)         | Uruguay | 2005 - 2007 |
| Miramar Misiones                  | Uruguay | 2008 - 2012 |
| Club Atlético Atenas (San Carlos) | Uruguay | 2012 - 2013 |
| Canadian Soccer Club              | Uruguay | 2013 - 2014 |